# Розмари Роджърс
Розмари Роджърс (на английски: Rosemary Rogers) е американска писателка, авторка на бестселъри в жанра исторически любовен роман (романс).

## Биография
Розмари Роджърс е родена на 7 декември 1932 г. в Панадура, Цейлон. Родителите ѝ Барбара „Алън“ и Сирил Джанз са нидерландско-португалски заселници, които притежават няколко частни училища и са изключително богати. Тя живее сред много служители и е защитена от голяма част от външния свят.
Започва да пише на 8-годишна възраст и през целия си тийнейджърски период пише романтични епоси в стила на любимите си писатели – сър Уолтър Скот, Александър Дюма-баща, Рафаел Сабатини.
На 17 год. Розмари търси промени в живота си и отива да учи в Университета на Цейлон. След 3 години завършва с бакалавърска степен. В периода 1959 – 1962 г. работи като репортер и служител по връзки с обществеността в Associated Newspapers of Ceylon в Коломбо. Скоро се омъжва за Сума Наваратнам, цейлонски ръгбист и спортна звезда. Разочарована от забежките на съпруга си, тя се мести в Лондон с дъщерите си Розан и Шарън през 1960 г.
В Европа тя среща Лерой Роджърс, афроамериканец от Съединените щати, с когото се женят в родния му град Сейнт Луис, Мисури. Тяхното семейство се премества в Калифорния, където се раждат им синовете им Майкъл и Адам. В периода 1964 – 1969 г. работи във Военновъздушната база „Травис“ във Феърфийлд, Калифорния, като секретарка в информационния офис. Вторият ѝ брак приключва след 6 години и Розмари е оставена да издържа себе си и 4-те деца на нейната заплата като машинописка за Управлението на парковете във Феърфийлд, окръг Солано, (1969 – 1974). През 1969 г., след национализацията на частната собственост в Цейлон, при нея идват да живеят и нейните родители.
Докато отглежда децата си Розмари продължава да се занимава с писане. Мъчи се да подобри ръкописа, който е почнала още като дете, като го пренаписва 24 пъти. Един ден нейната дъщеря – тийнейджърка, намира ръкописа в чекмедже и я насърчава да го изпрати на издателство Avon. Издателството, в лицето на легендарната редакторка Нанси Кофи, харесва романса и бързо го закупува.
Романсът „Сладка дива любов“ е публикуван през 1974 г. и е първата книга от поредицата „Морган / Чалънджър“. Той веднага става бестселър и един от най-популярните романси от жанра исторически романс. Следващият ѝ романс от поредицата „Джини“ е продаден в 2 милиона копия само три месеца след издаването си през 1975 г. Успехите ѝ дават възможност да се посвети на писателската си кариера.
По време на работата си в Управлението на парковете във Феърфийлд Розмари Роджърс се запознава с бъдещата писателка Шърли Бъзби, като става неин ментор и приятелка за цял живот.
Розмари се омъжва за трети път през септември 1984 г. за Кристофър Кадисън, поет, 20 години по-млад от нея. Това нейно мимолетно увлечение обаче няма здрава основа и скоро след това се разделят.
Розмари Роджърс е втората авторка на романси, която заедно с писателката Катлийн Удиуиз, е сред основателите на съвременната историческа романтика. Много от съвременните писатели на романси посочват нейното влияние върху работата си. Тя е сред първите автори на романтика, които разширяват обхвата на любовните сцени. Нейните романи често са пълни с насилие, героинята обикновено е изнасилена един или повече пъти, както от основния герой, така и от други мъже. Въз основа на спомените от годините в Цейлон нейните героини пътуват до екзотични места и се запознат с важни хора. В много случаи сюжетът следва линията „от богатство-до бедност-към богатство“. В по-късните си романи от 1990-те години писателката елиминира моралното и физическо насилие срещу жените.
Романсите на писателката са преведени на много езици по целия свят и са отпечатани в над 55 милиона екземпляра.
Розмари Роджърс живее в домовете си в щатите Калифорния и Кънектикът. Умира в Монтерей (Калифорния), САЩ.

## Произведения

### Самостоятелни романи
- The Wildest Heart (1974)
- Удоволствията на тълпата, The Crowd Pleasers (1978)
- Плейбоят, The Insiders (1979)
- Игра на любов, Love Play (1981)
- Surrender to Love (1982)
- The Wanton (1985)
- The Tea Planter's Bride (1995)
- A Dangerous Man (1996)
- Среднощна красавица, Midnight Lady (1997)
- All I Desire (1998)
- In Your Arms (1999)
- A Reckless Encounter (2001)
- Jewel of My Heart (2004)
- Sapphire (2005)
- A Daring Passion (2007)
- Bride for a Night (2011)

#### Серия „Морган / Чалънджър“ (Morgan / Challenger)
1. Сладка дива любов, Sweet Savage Love (1974)
2. Джини, Dark Fires (1975)
3. Развратни игри, Wicked Loving Lies (1976)
4. Загубена любов, последна любов, Lost Love, Last Love (1981)
5. Дълго потискана страст, Bound by Desire (1988)
6. Savage Desire (2000)

#### Серия „Логън“ (Logan)
1. An Honorable Man (2002)
2. Return to Me (2003)

#### Серия „Руска колекция“ (Russian Connection)
1. Scandalous Deception (2008)
2. Bound by Love (2009)
3. Scoundrel's Honor (2010)